# Canda filifera
Canda filifera is een mosdiertjessoort uit de familie van de Candidae. De wetenschappelijke naam van de soort is, als Cellaria filifera, voor het eerst geldig gepubliceerd in 1816 door Lamarck.